# 7 Gold Musica
7 Gold Musica è stato un canale televisivo italiano del gruppo 7 Gold, la cui programmazione era prevalentemente costituita da trasmissioni musicali in diretta.

## Storia
Dalla soddisfacente esperienza multi-regionale del canale Telecity 1 (testato in Piemonte, Lombardia, Liguria e Valle d'Aosta), nei primi mesi del 2012 era nato 7 Gold Musica, nuovo progetto editoriale del gruppo 7 Gold che in breve tempo si era diffuso in gran parte del territorio nazionale. Il segnale aveva varcato i confini del Nord-Ovest già nel mese di novembre del 2011, arrivando in Veneto, Friuli Venezia-Giulia, Emilia Romagna e Toscana. A gennaio si agganciava nel Lazio e in Campania e il lancio ufficiale era avvenuto a fine mese. Si trattava di un canale tematico musicale caratterizzato in primo luogo da musica popolare folk e dal repertorio delle orchestre da ballo, il cosiddetto "Liscio".
Le trasmissioni principali erano Musica in allegria e Musica insieme di sera, in onda dalla seconda metà degli anni novanta sulle emittenti locali gestite da 7 Gold Telecity, la capofila che guidava questo progetto a livello nazionale. La prima, che occupava lo slot 11.00-14.00, consisteva in un appuntamento quotidiano sempre in diretta per accontentare con i video le richieste musicali dei telespettatori. La seconda era lo show di prima serata nel quale si esibivano le maggiori orchestre italiane presso gli studi della sede milanese, nei quali vi poteva prendere parte anche il pubblico.
In breve tempo le trasmissioni veterane erano state affiancate da nuove produzioni indirizzate verso altri gusti musicali. Aveva preso il via per primo Una canzone per te, programma dedicato alla musica pop/rock commerciale italiana e internazionale dagli anni ottanta sino alle hit odierne. In seguito era nato La giostra dei ricordi, momento revival in cui si riproponevano i successi italiani (e non) degli anni cinquanta, sessanta e settanta. Poi, era stata la volta del varietà per i più piccoli Carosello dei ragazzi, che riportava sullo schermo le sigle cult dei cartoni animati, le canzoni dello "Zecchino d'Oro", i classici canti per bambini e i balli di gruppo e d'animazione più noti.
Le produzioni venivano realizzate in diretta dagli studi di Assago (Milano) - condotte da Roby Di Nunno e Lara Denora - e di Castelletto d'Orba (Alessandria) - condotte da Romina e da Maurizio Silvestri.
Nell'arco della giornata vi erano due brevi slot lasciati all'informazione locale (gestiti da ogni singola regione autonomamente); un contenitore chiamato Musica insieme story, che attingeva dall'archivio di Telecity per rivedere il meglio degli show serali della rete condotti da Dino Crocco; alcuni programmi prodotti da terzi come Musica e Spettacolo (interviste ai personaggi del Liscio) e Fisarmonicando (curata da By Marco, costruttore di fisarmoniche a Stradella); e video musicali a rotazione del ciclo Jukebox - Musica da ballo non stop.
Martedì 27 marzo 2012, nella sala da ballo e discoteca "Palladium Music Hall" di Acqui Terme, si era tenuto il primo Memorial Dino Crocco, una serata di musica per ricordare il presentatore e showman veterano delle reti del gruppo Telecity, che vide ospiti le orchestre più conosciute degli ultimi anni come Omar, Matteo Tarantino, Franco Bagutti, Marianna Lanteri, Paolo Tarantino, Al Rangone, Diego Zamboni, Ruggero Scandiuzzi, Marco e Cristian di Radio Zeta, Gigi Chiappin, Tonya Todisco, Roberta Cappelletti e Franca Lai. A condurre l'avvenimento furono Angelotto, Romina, Maurizio Silvestri, Lara e Roby Di Nunno. Venne consegnato anche un premio ad Enrico Rapetti, presentatore televisivo che per tanti anni lavorò vicino al popolare Dino.
Nel 2014 erano rimasti in palinsesto solamente i varietà musicali incentrati sulla musica da ballo: Musica in allegria (dagli studi di Castelletto d'Orba), Musica insieme e Musica insieme di sera (dagli studi di Assago), Musica insieme story, Fisarmonicando e il nuovo show della domenica sera Tutti a bordo, condotto da Eugenio Ban. A livello locale (in Liguria e Piemonte) erano approdati anche dei contenuti di  Italia Contest. e di  FIM - Fiera Internazionale della Musica. URL consultato il 10 settembre 2017 (archiviato dall'url originale il 17 dicembre 2014). prodotti da  Maia. di Verdiano Vera fra i quali Liguria Selection, La Lanterna D'oro, DJ Class Contest e Casa FIM.
A marzo 2015 nel Nord-Ovest l'emittente è tornata a chiamarsi Telecity 1. Gradualmente, entro la fine dell'anno, il segnale è stato spento nel resto dello Stivale decretando la fine del progetto editoriale su scala nazionale. Le trasmissioni erano fruibili in streaming sul sito di 7 Gold Musica fino all'inizio del 2016, e sono continuate su Telecity 1 fino al 2022 (integrate da altri programmi locali e da spazi commerciali).

## Copertura
Il network si riceveva su vari mux legati a 7 Gold in molte regioni d'Italia con LCN e identificativo a volte differente da regione a regione:
- Piemonte 111, Lombardia 196, Liguria 114, Valle d'Aosta 115: con il marchio "Telecity 7Gold Musica";
- Veneto 93 e 299, Friuli-Venezia Giulia 93 e 217, Trentino-Alto Adige 632: con il marchio "7 Gold in Musica Nord-Est"[2];
- Emilia-Romagna 195, Marche 189: con il marchio "7 Gold in Musica E.R.";
- Toscana 614, Sicilia 642: con il marchio "7 Gold Musica";
- Lazio 683, Campania 681, Puglia 690, Basilicata 611, Calabria 680: con il marchio "7 Gold Musica Sud".

## Logo
Il logo del canale, come si può evincere dal sito ufficiale, consisteva nel marchio di riconoscimento dell'ammiraglia 7 Gold (il logo dorato) sormontato in alto a destra da un cuore bianco con all'interno la scritta "musica", a cui si ispirava il motto che lo definiva "L'unico canale con la musica nel cuore". Questo identificativo appariva in video nelle quattro regioni del Nord-Ovest (nelle quali in seguito è stata aggiunta la scritta "telecity" sottostante, ai margini dello schermo), in Toscana, in Sicilia e nelle regioni meridionali (nelle quali è stata aggiunta la dicitura "SUD" in piccolo, in basso a destra). Mentre 7 Gold Telepadova per il Triveneto e 7 Gold Sestarete per Emilia-Romagna e Marche hanno creato dei loghi di loro fantasia allineandoli con il restyling dei loro bouquet di canali.

## Ascolti
Nonostante il network si ricevesse in gran parte della Penisola, i dati Auditel venivano rilevati esclusivamente nel Nord: nel 2014 affermavano che 7 Gold Musica era il terzo canale regionale più seguito in Piemonte (preceduto solo da 7 Gold Telecity, in prima posizione, e Telecupole Piemonte, in seconda).

## Programmi

### Prodotti ad Assago
- Musica insieme (musica da ballo a richiesta, con Roby Di Nunno e Lara Denora)[12]
- Musica insieme di sera (show di prima serata con le orchestre dal vivo e il pubblico in studio, in diretta dallo Studio-teatro 1 di Assago a partire dalle 20.30, conducono Roby Di Nunno e Lara Denora)[13]
- Una canzone per te (musica pop/rock dagli anni '80 ad oggi, in diretta al pomeriggio dal lunedì al venerdì con Roby di Nunno e Lara Denora)[14]
- Fiesta Latina (serata d'animazione latino-americana, conduce Silvio Mosca)

### Prodotti a Castelletto d'Orba
- Musica in allegria (musica da ballo a richiesta, in diretta dal lunedì al venerdì all'ora di pranzo con Romina e Maurizio Silvestri)[15]
- Musica in allegria di sera (serata con orchestra dal vivo dal dancing "Palladium Studios" di Acqui Terme)[16]
- Mattinata con voi (musica da ballo, oroscopo, curiosità e giochi rivolti al pubblico da casa, in diretta al mattino dal lunedì al venerdì con Maurizio Silvestri)[17]
- La giostra dei ricordi (musica italiana anni '50, '60, '70 e giochi in diretta con Maurizio Silvestri)[18]
- Carosello dei ragazzi (varietà musicale per ragazzi in onda a metà pomeriggio con Maurizio e Giobatta)[19]
- Cenando in musica (video musicali che anticipano gli ospiti dei programmi di prima serata)
- L'ospite di musica in allegria (un'ora riservata interamente ad un artista o un gruppo della musica da ballo, al suo percorso e alle sue canzoni)[20]

### Altri programmi
- Musica insieme story (repliche degli show più seguiti dell'emittente, condotti da Dino Crocco in seconda serata)
- Microfono d'Oro (concorso canoro per le orchestre italiane organizzato in collaborazione con Radio Zeta)
- Fisarmonicando (rubrica di produzione esterna, rivolta al repertorio dei fisarmonicisti, condotta e prodotta da By Marco)
- Musica e Spettacolo (rubrica di produzione esterna, con canzoni e interviste ai personaggi del Liscio nei locali da ballo)
- Tutti a bordo (varietà della domenica sera di produzione esterna, condotto da Eugenio Ban)
- Jukebox - Musica da ballo non stop (video musicali non-stop)
- Informazione locale (notizie)